# Cassinetta di Lugagnano
Cassinetta di Lugagnano (AFI: [kassiˈnɛtta di luɡaɲˈɲano], Cassinetta de Lugagnan in dialetto milanese, AFI: [kasiˈnɛta de lyɡaˈɲãː], e semplicemente Lugagnano fino al 1862) è un comune italiano di 1 931 abitanti della città metropolitana di Milano in Lombardia.

## Geografia fisica

### Territorio
Il paese, come la maggior parte degli antichi borghi dell'area posti sul Naviglio Grande, è diviso in due aree distinte dal corso d'acqua: l'una, contraddistinta oggi da poche case e ville che si staglia sulla via che conduce alla vicina città di Corbetta, mentre l'altra su cui si è sviluppato nel corso dei secoli il paese vero e proprio che protende verso Abbiategrasso. Le due aree sono collegate ancora oggi tramite uno storico ponte in granito costruito nel Seicento, durante la dominazione spagnola del Ducato di Milano, che ancora oggi rappresenta il principale punto di attraversamento del Naviglio.

### Geologia e idrografia

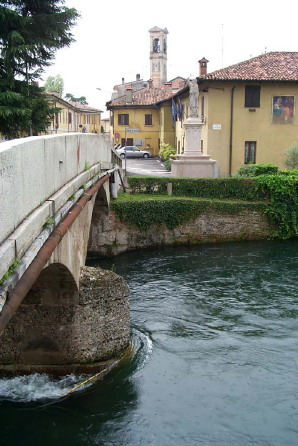
Il ponte sul Naviglio Grande

Morfologicamente, il territorio è caratterizzato dall'ambiente tipico della pianura padana. L'altitudine media è di 125 m s.l.m.
Aspetto caratteristico dell'idrografia di Cassinetta di Lugagnano è la presenza del Naviglio Grande: esso è stato per secoli un'importante via di comunicazione e di trasporto verso il capoluogo lombardo. Ciò permetteva inoltre, anche in una certa comodità per allora, di uscire dalla città e di raggiungere località di villeggiatura e di caccia e, sempre più famiglie benestanti scoprirono la tranquillità e l'aria salubre di queste zone rurali. Fu così che possedere una villa lungo i corsi d'acqua che circondano Milano divenne un fatto di moda. Sorsero quindi le magnifiche ville, abitazioni signorili, circondate da parchi e giardini progettati e realizzati per l'armonia della vista. Su una riva del naviglio è presente una quercia storica, che ha ottenuto grande importanza dopo il 16 giugno del 2011 quando è stata inclusa nel novero degli alberi monumentali della zona.
Cassinetta di Lugagnano fa inoltre parte del Polo dei Navigli istituito dalla Provincia di Milano.

### Sismologia
Dal punto di vista sismico Cassinetta di Lugagnano presenta un rischio molto basso ed è stata classificata come il comune zona 4 (bassa sismicità) dalla protezione civile nazionale.

### Clima
Il clima è quello caratteristico delle pianure settentrionali italiane con inverni freddi e abbastanza rigidi ed estati che risentono di elevate temperature; la piovosità si concentra principalmente in autunno e in primavera. Il paese appartiene alla zona climatica E.
| Mese                       | Mesi | Mesi | Mesi | Mesi | Mesi | Mesi | Mesi | Mesi | Mesi | Mesi | Mesi | Mesi | Stagioni | Stagioni | Stagioni | Stagioni | Anno |
| Mese                       | Gen  | Feb  | Mar  | Apr  | Mag  | Giu  | Lug  | Ago  | Set  | Ott  | Nov  | Dic  | Inv      | Pri      | Est      | Aut      | Anno |
| -------------------------- | ---- | ---- | ---- | ---- | ---- | ---- | ---- | ---- | ---- | ---- | ---- | ---- | -------- | -------- | -------- | -------- | ---- |
| T. max. media (°C)         | 5    | 8    | 13   | 17   | 21   | 26   | 28   | 28   | 24   | 18   | 11   | 6    | 6,3      | 17       | 27,3     | 17,7     | 17,1 |
| T. min. media (°C)         | −3   | −2   | 2    | 5    | 10   | 13   | 15   | 15   | 12   | 7    | 2    | −2   | −2,3     | 5,7      | 14,3     | 7        | 6,2  |
| Precipitazioni (mm)        | 59   | 73   | 95   | 104  | 127  | 82   | 55   | 85   | 72   | 110  | 83   | 50   | 182      | 326      | 222      | 265      | 995  |
| Umidità relativa media (%) | 83   | 80   | 73   | 76   | 75   | 74   | 75   | 75   | 76   | 81   | 84   | 84   | 82,3     | 74,7     | 74,7     | 80,3     | 78   |
| Vento (direzione-m/s)      | NW 4 | SW 4 | SW 4 | SW 4 | 4    | S 4  | SW 4 | SW 4 | SW 4 | SW 4 | SW 4 | N 4  | 4        | 4        | 4        | 4        | 4    |

## Origini del nome
È probabile che il toponimo provenga da "Lucanianus", aggettivo derivato dal nome proprio "Lucanius".
Il suo nome deriva forse dalla Cassina Biraga, con riferimento al fondatore Maffiolo Birago, uno dei personaggi che più hanno lasciato il segno nelle vicende del paese.

## Storia

### Il borgo in età romana
Il nucleo più antico del paese è quello di Lugagnano, sulla sponda destra del Naviglio, dove i primi insediamenti risalirebbero all'epoca romana. Alcuni ritrovamenti di reperti sepolcrali dell'epoca sono attualmente conservati nel Museo Pisani Dossi di Corbetta. Potrebbe risalire ad epoca anteriore all'anno 1000 il sarcofago in granito, con avanzi di piatti e vasellame in vetro e terracotta, rinvenuto in epoca imprecisata nella campagna cassinettese.

### Il borgo di Lugagnano
Lugagnano era un vasto insediamento che si estendeva fino ai confini di Abbiategrasso e di Robecco sul cui territorio si ha notizia dell'esistenza di un castello circondato da fossato e di una chiesa dedicata a San Protasio. I primi documenti risalenti al 1251, citano testualmente «…al 1º di marzo, Mirano Crotto del fu Frigerio Crotto de Habiate, abitante in Milano, fece donazione al monastero di Chiaravalle di beni posti in territorio di Abbiategrasso e Lugagnano». 
Nel Medioevo, dunque, il paese era arroccato intorno ad un castello circondato da un fossato, che fu feudo di diversi signori. La storia locale, quindi, per molti secoli si identificò con quella dei proprietari del maniero, di cui rimangono brevi accenni in alcuni documenti comunali. Nel XIII secolo fu proprietà della famiglia dei Casterno, per passare quindi ai Pietrasanta. Il 1º febbraio 1358, Uberto di Pietrasanta lo vendette con un sedime al vicino territorio di Robecco. Sempre nello stesso documento del 1358 si può rilevare che Lugagnano era posto in territorio di Robecco. Fu dato in feudo nel 1451 dal Duca di Milano Francesco Sforza a Baldassare Barzi e suoi discendenti, con diritto di dazi di vino, pane, carne e imbottato, "come anteriormente era goduta da Sperone Pietrasanta". Ma il capitano Girolamo Barzi fu bandito per fratricidio e perciò il feudo fu devoluto alla Camera di Milano il 30 aprile 1656 e concesso al generale Giovanni Vasquez de Coronado, castellano di Milano, il 28 giugno 1657, con facoltà di darlo ad altri.
Il 15 luglio 1657, Lugagnano è infeudata al conte Angelo Trivulzio, ma il capitano Girolamo Barzi, venuto a transazione con la regia Ducale Camera, riesce ad ottenere per i suoi figli, il 22 settembre 1672, i feudi di Lugagnano e Robecco con relativi dazi. Nel 1786 il comune di Lugagnano fu inserito nella provincia di Pavia.
In età nepoleonica, fra il 1809 e il 1816, il Comune di Lugagnano fu temporaneamente soppresso ed annesso a Robecco.

### Il borgo di Cassinetta

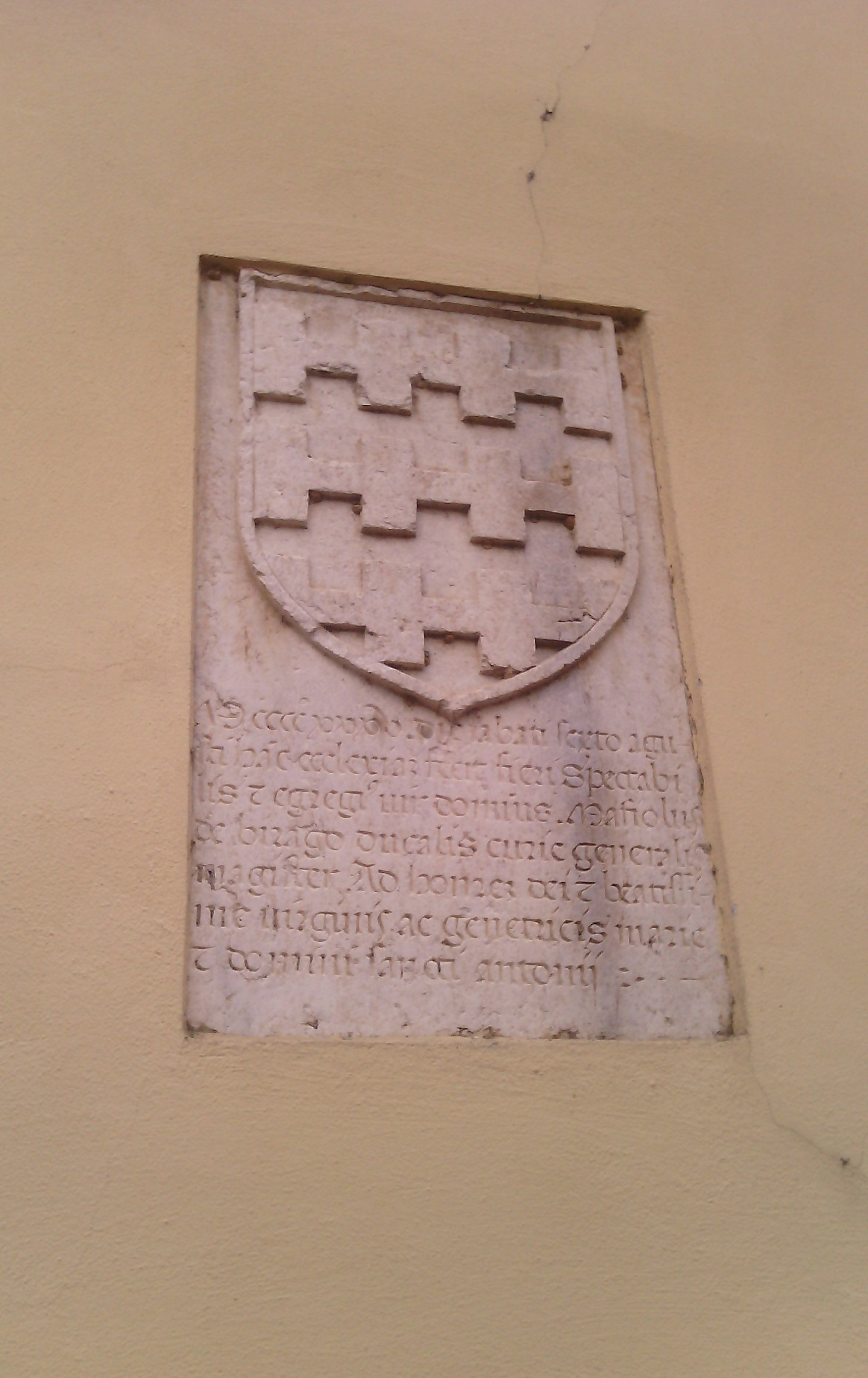
La lapide di Maffiolo Birago murata sulla parete esterna della chiesa parrocchiale di Cassinetta di Lugagnano

Mentre Lugagnano subì diverse traversie e passaggi di proprietà, Cassinetta ebbe una storia più tranquilla, riuscendo a conservare meglio la propria autonomia.
Il nobile Maffiolo Birago, Maestro di Aula della Camera Ducale di Filippo Maria Visconti, fece costruire nel 1435 la più antica chiesa del luogo dedicata alla Beata Vergine e a Sant'Antonio abate: essa divenne poi parrocchiale e comprese nella sua giurisdizione ecclesiastica anche Lugagnano, nonché la frazione cascina Tangola del comune di Robecco ed altre due frazioni del comune di Corbetta. Sul frontone della chiesa è ancora visibile lo stemma dei Birago e un'iscrizione a caratteri gotici che ne ricorda la fondazione.
Nel 1428 gli stessi Birago per concessione del duca Filippo Maria Visconti fecero scavare un canale che derivava dal Naviglio Grande e che, attraversando il paese, avrebbe fatto funzionare le pale di un mulino, tuttora esistente e funzionante (Mulino della Pazza Biraga). Detto canale, ancora oggi chiamato Roggia Biraga, segna all'incirca il confine fra le due località di Cassinetta e Lugagnano.

### Prima guerra mondiale
Cassinetta di Lugagnano ha avuto, nella grande guerra, 18 caduti, 13 invalidi e 4 decorati.

### Simboli
La descrizione araldica dello stemma è la seguente:

La descrizione araldica del gonfalone è la seguente:

Lo stemma e il gonfalone sono stati concessi con D.P.R. del 17 gennaio 2000.
Lo stemma riunisce gli emblemi araldici dei due territori anticamente componenti Cassinetta di Lugagnano. Nella prima partizione è rappresentato lo stemma di Cassinetta, probabilmente a sua volta derivato da quello dell'antica famiglia Biraghi di Milano (d'argento, a tre fasce di rosso, doppiomerlate, ciascuna caricata di cinque trifogli d'oro), che fondò l'omonima cascina nel territorio cassinettese e la locale chiesa parrocchiale di Sant'Antonio. La seconda parte dello scudo rappresenta lo stemma di Lugagnano, riprodotto nella raccolta di stemmi Bonacina, che faceva un tempo parte dell'Archivio Araldico Vallardi di Milano.

## Monumenti e luoghi d'interesse
Il vero patrimonio di Cassinetta di Lugagnano sono le splendide ville di delizia (come le chiamava Marcantonio Dal Re) legate ai nomi delle grandi famiglie milanesi come, in via puramente esemplificativa, i Trivulzio, i Visconti, i Mantegazza, i Castiglioni e i Parravicini. Queste "case da nobile" costituivano indubbiamente per i proprietari un punto di riferimento, che consentiva loro di effettuare periodici controlli sulla gestione dei terreni da parte dei fittavoli; ma poiché la zona di Cassinetta possedeva notevoli attrattive paesaggistiche, erano adoperate soprattutto come abitazione per la villeggiatura.
Identica sorte ebbero inoltre numerosi altri comuni sorti in prossimità o nelle immediate vicinanze del Naviglio Grande come Robecco sul Naviglio e Corbetta.

### Le chiese

#### Chiesa parrocchiale di Sant'Antonio Abate

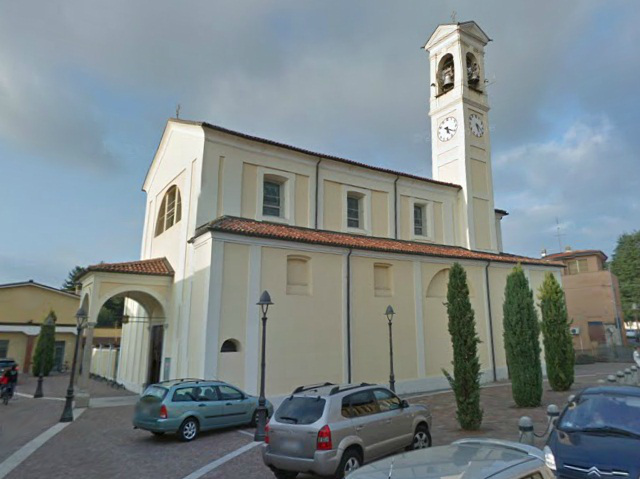
La chiesa parrocchiale di Sant'Antonio

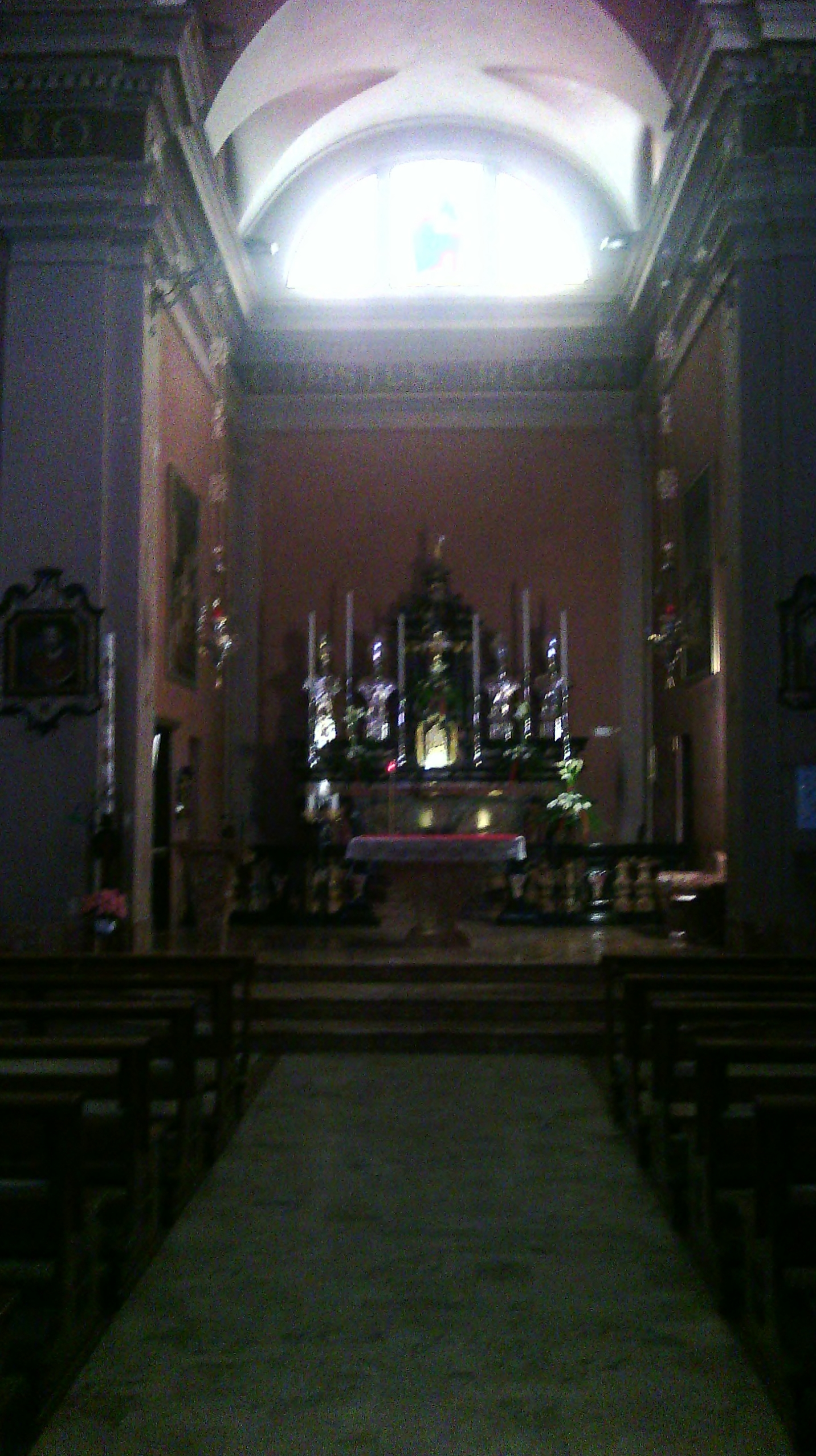
L'interno della chiesa parrocchiale

La chiesa parrocchiale di Sant'Antonio abate di Cassinetta di Lugagnano venne eretta nel 1435 presso il borgo di Cassinetta per volere della locale famiglia possidente dei Biraghi e promotore del progetto fu nello specifico Maffiolo Birago, intenzionato a dare al paese un centro di culto dato il recente aumento della popolazione che giustificò la venuta di un curato stabile per celebrare le messe domenicali.
La chiesa venne restaurata ed abbellita nel 1731 con la costruzione di un campanile e la decorazione degli interni.
Significativo è il piccolo pronao poggiante su colonne di granito di Baveno che precede l'ingresso della chiesa, che per molto tempo ha fatto ricondurre quest'opera ad un progetto di Francesco Richini; attualmente tale attribuzione, per la mancanza di elementi, è risultata infondata.
L'interno, caratterizzato da un'aula unica, dispone di due cappelle laterali e di un presbiterio di forma piatta su cui è addossato uno splendido altare in marmo nero settecentesco. Nella chiesa è conservato inoltre uno splendido busto in legno dipinto raffigurante San Carlo Borromeo che la tradizione vuole eseguito "dal vivo" durante la visita del cardinale milanese al borgo.
La chiesa possiede un concerto di 5 campane in Fa#3 fuso dalla ditta Francesco D'Adda e figli di Crema nel 1946 e benedetto solennemente l'anno successivo dall'allora arcivescovo di Milano, il cardinale Alfredo Ildefonso Schuster. Durante la Seconda guerra mondiale due campane del precedente concerto erano infatti state fuse per sostenere le spese di guerra dello stato e per questo fu necessario ricostruire il concerto.
A fianco della chiesa venne eretto nel 1954 per merito di alcuni cassinettesi, l'oratorio locale dedicato a San Carlo Borromeo. All'interno di esso ancora oggi si svolge l'attività catechistica e si organizzano giochi ed eventi preparati dai volontari per i ragazzi della parrocchia locale.

#### Oratorio di San Giuseppe
Il piccolo oratorio di San Giuseppe di Cassinetta di Lugagnano è un edificio religioso a carattere privato costruito nella prima metà del XVIII secolo ad opera dell'architetto Carlo Federico Castiglioni per la sua villa (l'attuale Villa Castiglioni-Nai-Bossi) a Cassinetta.
La cappella, tipicamente impostata sugli stilemi barocchi della chiesa gentilizia barocca, si trova presso la villa stessa, gittante sull'alzaia del Naviglio Grande ed è contraddistinta da una facciata a due ordini, suddivisi tra loro da lesene doppie con un capitello corinzio molto lavorato.

### Le ville di Lugagnano

#### Villa Birago-Clari-Monzini

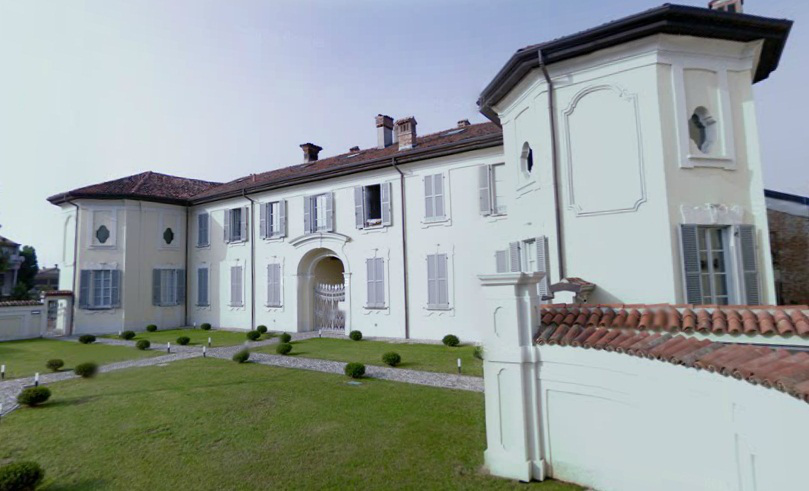
Villa Clari Monzini

La villa, recentemente restaurata ed adibita ad abitazioni private, è una splendida testimonianza dell'antica e grande dimora che sorgeva in Lugagnano, sulla sponda destra del Naviglio. A quel tempo il grande parco era tagliato da un lungo viale di 800 metri, intervallato da coppie di pilastri che, superato il corso del canale, terminava nella grande esedra di Villa Negri. La struttura quadrangolare che fa cornice al cortile d'onore centrale suggerisce l'ipotesi che l'edificio sia l'evoluzione dell'antico fortilizio di Lugagnano che si presume edificato attorno al 1558 dalla famiglia Birago e confiscato nel 1691 dalla Camera Regia.
In seguito l'edificio fu ampliato e venne strutturato a corte civile, con un portone che si apre su una piazzetta fiancheggiata da due corti rustiche. La casa padronale si innalza su tre piani, con una facciata molto sobria. All'esterno, sempre sulla piazzetta, l'oratorio oggi sconsacrato e dedicato un tempo a Sant'Anna, benedetto nel 1721, conservava una tela raffigurante la Vergine con Bambino, attribuita al Nuvolone e oggi trafugata.

#### Palazzo Mantegazza-Macinaghi
La casa si affaccia con un semplice portone ad arco, sulla piazzetta Trivulzio, lungo il lato sud della via principale di Lugagnano. Il cortile civile, aperto sulla piazzetta tramite appunto il portone, è circondato su tre lati da corpi di fabbrica, assumendo una pianta ad U irregolare. Due dei lati dell'edificio si innalzano su tre piani definendo un impianto a L, con bracci uguali; le facciate presentano delle irregolarità nella distribuzione delle finestre. La facciata verso il giardino è caratterizzata da numerose aperture che mettono in evidenza i diversi interventi operati alla costruzione.

#### Villa Trivulzio
Il contesto paesano in cui si cala la villa, se da un lato può esaltarne l'atmosfera naturale, non ne valorizza però la bella architettura neoclassica. Situata all'imbocco della strada per Robecco presenta una dissimmetria e delle anomalie che avvalorano l'ipotesi che sia sorta adattando una costruzione precedente. L'edificio, nel caratteristico giallo lombardo, presenta una pianta ad L, formata dal corpo centrale e da un'ala di rustici con la cappella. Attorno, un ampio e ben curato giardino ricco di alberi secolari.
La facciata a nord è aperta verso il parco e l'ingresso è ornato da quattro eleganti statue e da un tempietto. Essa riprende le linee architettoniche di quella a sud (che si affaccia sulla piazzetta lungo la provinciale), dalla quale si distingue però per il lungo balcone rettangolare in granito, che spezza il rigoroso ritmo della tripartizione centrale, e la balaustra sopra il tetto, arricchita da sei vasi di granito. L'attuale aspetto neoclassico fu conferito a questa casa da nobile nei primi decenni dell'Ottocento.
Villa Trivulzio è un tipico esempio di villa neoclassica (sullo stile di quelle realizzate dal Piermarini). Fu fatta costruire dai Trivulzio, una delle più note famiglie dell'aristocrazia milanese a fine settecento nel centro di Cassinetta di Lugagnano, località sul Naviglio Grande. La Villa è circondata da una cancellata tripartita e, sul retro, da un grande parco all'inglese con vegetazione spontanea, limitato al fondo da doppia coppia di statue raffiguranti le quattro stagioni.
Nel boschetto lato ovest vi è un romantico tempietto ottagonale neoclassico con colonne in granito.
La parte centrale della villa è decorata a bugnato, tripartita da doppie lesene (colonne) di ordine ionico, poggianti su uno zoccolo bugnato che sostengono il cornicione.

#### Villa Frotta-Eusebio
La vecchia cancellata, affacciata sulla via centrale di Cassinetta, si apre su un ampio cortile in fondo al quale si erge il palazzo. La data di costruzione non è certa ma si presume risalga alla prima metà del Settecento.
La villa si articola su tre piani evidenziati da tenui fasce dipinte con motivi floreali. Piacevole il gioco di linee creato dall'alternarsi di porte e finestre. Al centro della facciata l'unico balconcino in ferro battuto su una mensola in stucco. L'interno, oggi diviso in alloggi, non conserva l'originaria fisionomia che era caratterizzata da una doppia successione di sale a cannocchiale.

#### Villa Grosso Pambieri
Detta oggi semplicemente Villa Pambieri, la casa si affaccia, con una corte chiusa da un cancello, sulla via principale di Cassinetta di Lugagnano. Il cortile, a pianta rettangolare, è delimitato dal corpo centrale della casa e da due corpi laterali formando una pianta a C. Il palazzo è stato restaurato totalmente, mantenendo la struttura originale. La facciata centrale è molto semplice, una grande vetrata illumina il patio d'entrata finemente restaurato, che conserva gli affreschi originali.
Le due colonne esterne, dalla linea tozza e pesante, appoggiate direttamente su un lungo gradino di granito, dividono lo spazio della facciata in tre zone di differente ampiezza, quella centrale circa il quadruplo degli spazi laterali. Le aperture al piano terra sono quasi tutte porte finestre che immettono nelle diverse sale e salotti per poter permettere in qualunque ora del giorno e da qualunque ambiente un diretto contatto con la natura: il giardino diventa un altro spazio interno tra il verde.

### Le ville lungo il Naviglio

#### Villa Beolco-Negri

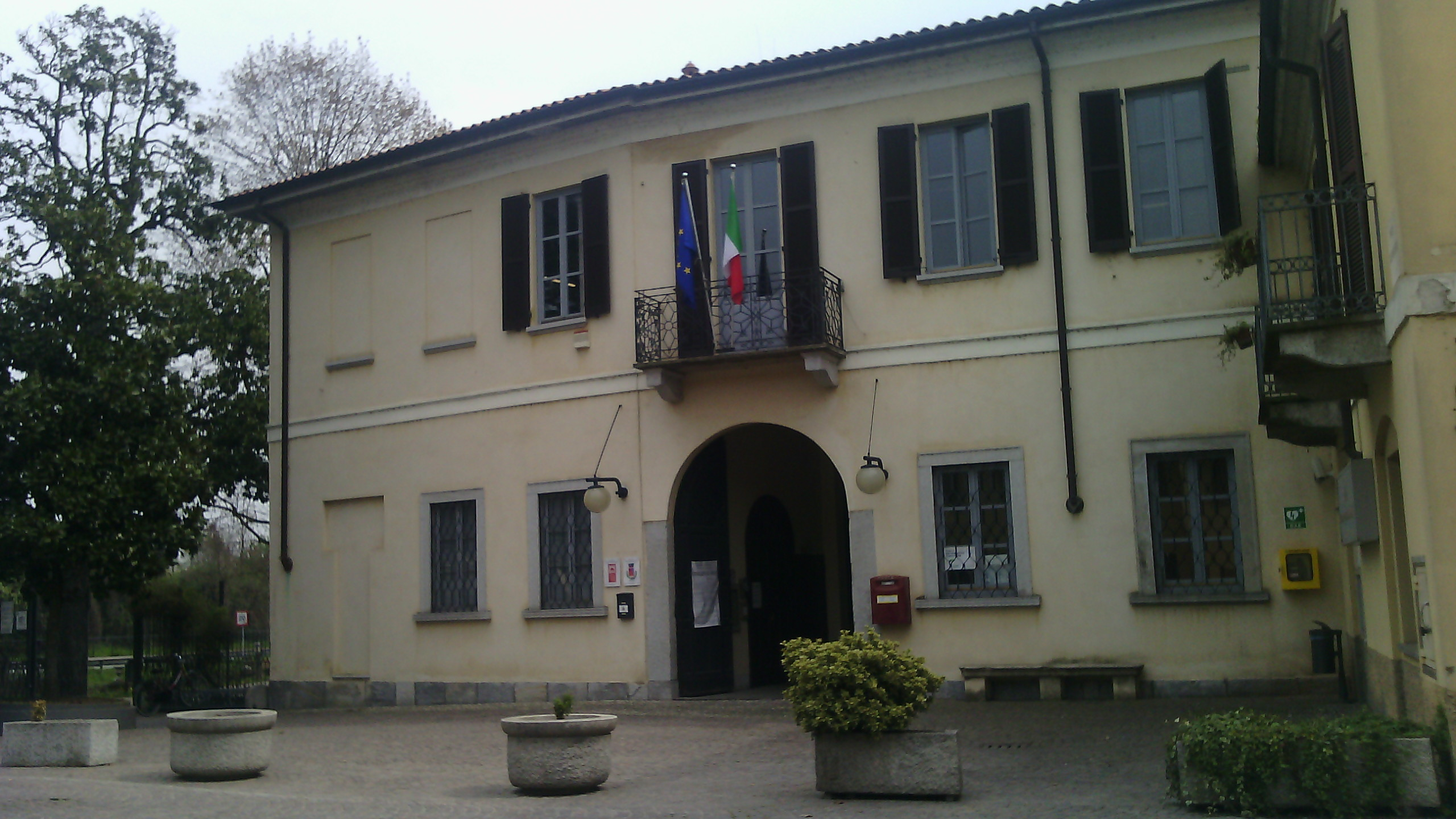
Villa Beolco-Negri

Adiacente al ponte di Cassinetta, di fronte alla statua di San Carlo Borromeo, si innalza la casa Beolco-Negri, attuale palazzo comunale. Dell'antica casa da nobile non è rimasto molto perché quando nel 1921 lo stabile fu venduto dai proprietari a Don Ravazzi, parroco di Cassinetta, questi la trasformò parte in Asilo Infantile ed affittò il rimanente come laboratorio.
La pianta della casa è complessa: diversi corpi eterogenei chiudono su tre lati la corte interna. Il fronte che si affaccia sulla piazzetta è aperto, oltre che da finestre, da un portone asimmetrico, coperto da un arco a tutto sesto. La facciata verso il Naviglio è caratterizzata da numerose finestre e porte finestre aperte sul giardino ed era la parte della casa dove erano disposte le diverse sale di rappresentanza. L'intera costruzione, innalzata su due piani, è scandita orizzontalmente da una fascia marcapiano.

#### Villa Visconti-Maineri

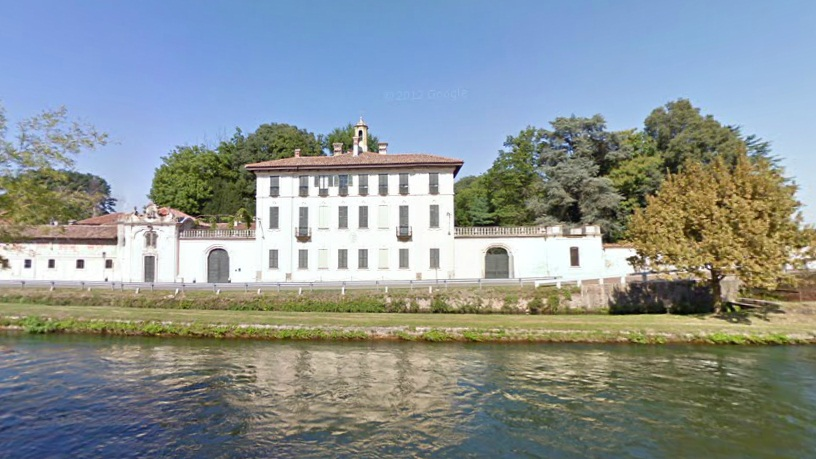
La facciata d'onore di Villa Visconti a Cassinetta di Lugagnano sul Naviglio Grande

Superato il ponte sul Naviglio, la villa occupa il lato orientale del canale ed appare nella sua maestosità, colorata di giallo della Milano settecentesca e neoclassica. È infatti un palazzo di città, serrato e chiuso, che nasconde un interno inaspettato.
L'origine della villa è sicuramente antica. I terreni erano già di proprietà dei Visconti nel 1392, anno in cui viene scavata la roggia che inizia proprio dinanzi alla villa. L'edificio, impostato su un nucleo seicentesco, oggi si presenta ha una pianta ad H, distribuito su tre piani, con l'asse principale orientato a NO-SE, lungo il Naviglio, a cui il palazzo volge il fianco e non il fronte. Il complesso, apparentemente unitario, è frutto di una serie di modifiche che hanno interessato la costruzione nel corso dei secoli.

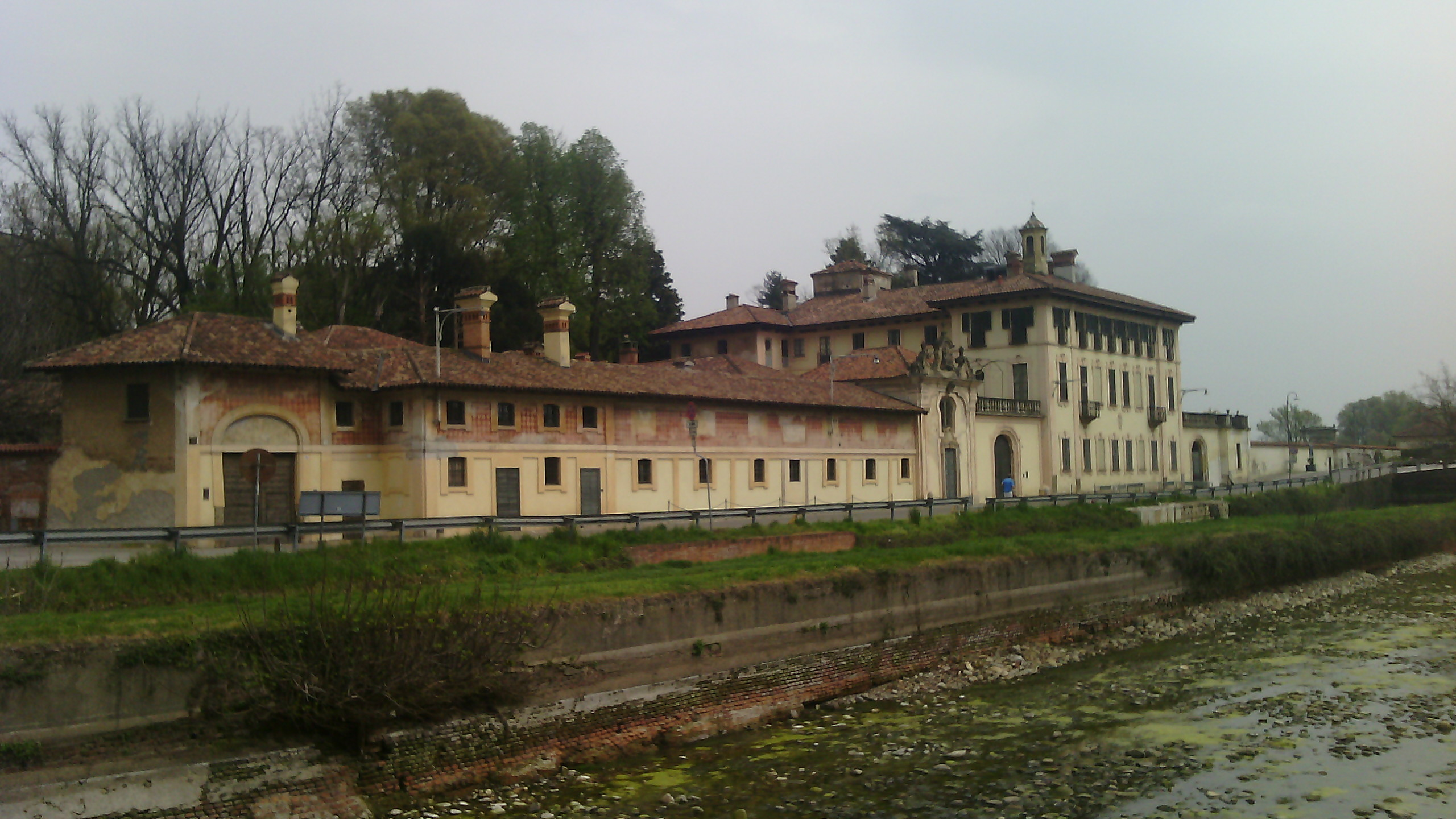
Veduta d'insieme del fronte Naviglio della villa

Il giardino doppio è disposto su due piani: il primo, all'italiana, termina con una nicchia centrale, davanti alla quale pare si svolgessero recite teatrali, il secondo, all'inglese, fu progettato dal Balzaretto nel 1850 e presenta un grande prato centrale con alberi ed anfiteatro, mentre la parte retrostante è stata adattata a frutteto. Nel giardino sono ben conservati la coffee house, la ghiacciaia e due gazebo. Nel muro perimetrale sono inserite le due torrette e una nicchia con una statua in asse all'ingresso principale.
Discorso a parte per la piccola cappella, posta ad angolo con l'ingresso dalla strada. È formata da due ambienti, uno per il pubblico, aperto sulla strada, e l'altro con l'altare. A fianco dell'altare vi è una piccola sacrestia separata da un piccolo vano nel quale, attraverso due grate, i signori potevano assistere alle funzioni religiose. Sebbene sia sconosciuto l'architetto del complesso, gli affreschi sono del Ferrario (1728). Nel lato sud-ovest si trovano i fabbricati civili e rustici, un tempo denominati casa da massaro e casa da pigionante. Questi edifici sono disposti anch'essi lungo la strada parallela al Naviglio e proseguono costeggiando la curva della strada verso Corbetta.
La casa, dopo esser stata di donna Amalia Maineri Castiglione, figlia di don Paolo, Edler von Tanzi e donna Francesca Visconti di Saliceto, è stata lasciata da quest'ultima al cugino, Benigno Mörlin Visconti Castiglione, che ha iniziato la lunga opera di restauro.

#### Palazzo Krentzlin

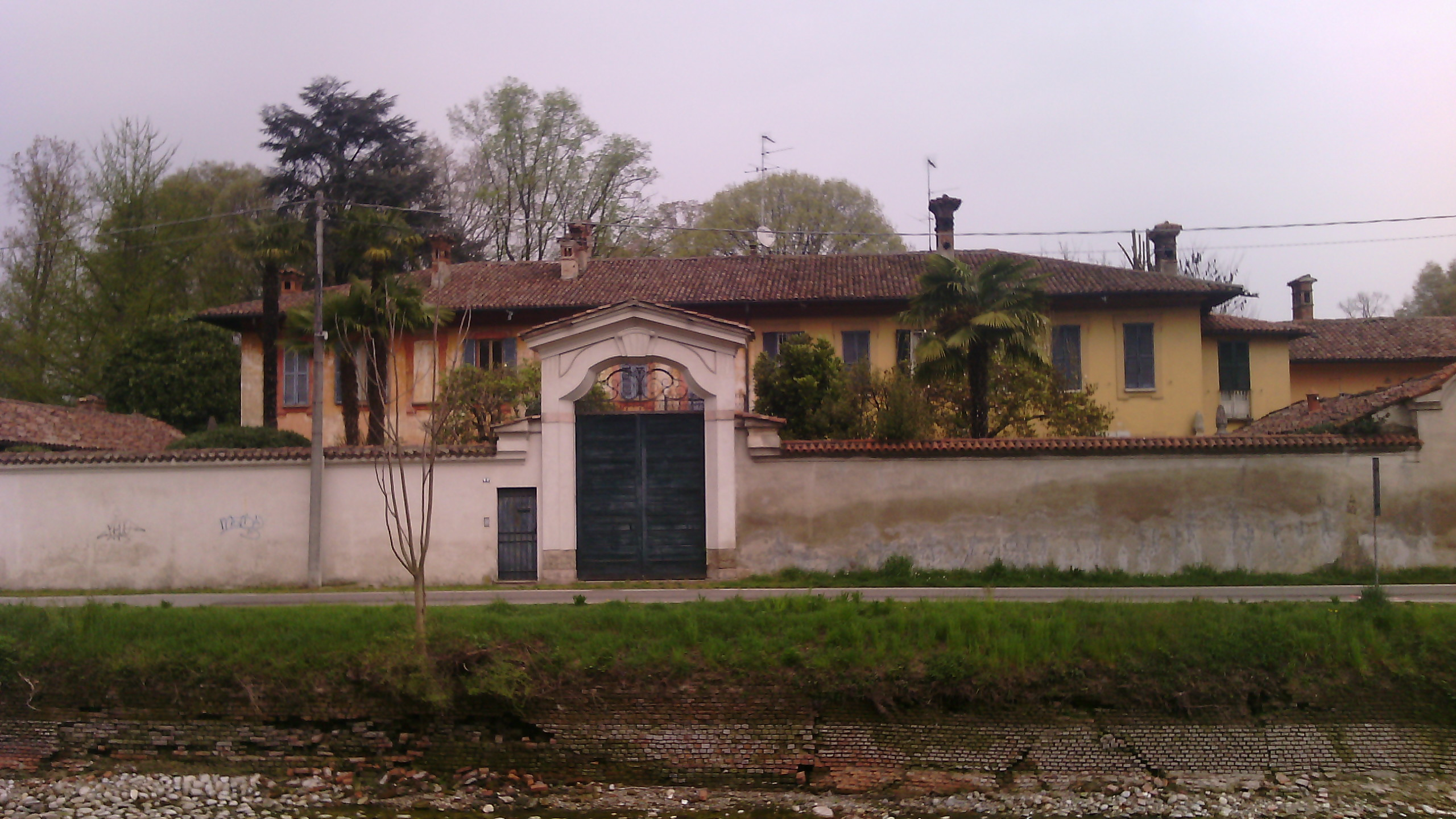
Palazzo Krentzlin

Come una sentinella, un dazio, questa villa è situata all'incrocio della via per Corbetta e l'alzaia, che lungo il Naviglio Grande, conduce a Robecco. Anche questa casa si trova sul lato orientale del canale, a testimoniare la volontà dei nobili di un tempo nel volersi tenere separati dal centro abitato, dal popolo. Fino a pochi anni fa, sul lato lungo il Naviglio, a protezione del portone di legno, si trovava un cancello in ferro battuto con le iniziali del nobile Luigi Frentzlin (KLN), asportato in seguito da ignoti.
Superato il portone si entra in un piccolo giardino con composizioni a riquadri, chiuso di fronte dalla facciata della casa e sui lati da due piccole fabbriche, leggermente più alte del muro di cinta, utilizzate come ripostiglio per gli agrumi, per la legnaia e come saletta per il caffè. La facciata dell'edificio verso il Naviglio è caratterizzata dall'intercalare regolare di numerose finestre in una piacevole geometria di luci e linee.
Il lato posteriore della casa presenta un irregolare aprirsi di finestre e porte a finestra che si affacciano sul vasto parco. Opposto all'ingresso principale si trova un piacevole balconcino settecentesco con una ringhiera in ferro battuto lavorato. Le recenti ristrutturazioni impediscono oggi di ritrovare l'originaria disposizione su tre piani dei diversi locali. Nonostante ciò è però ancora possibile riconoscere l'ambientazione e l'uso di alcuni vani come il sito di lavandino, cucina e sala da pranzo adagiate nel corpo sud-ovest della casa.
Il parco, ricco di piante secolari e giovani arbusti, conserva la struttura piacevole ed ordinata del giardino all'italiana. In fondo, su una colonnina, si erge una statua, visibile dal Naviglio se lasciate aperte tutte le porte d'infilata. A destra della casa nobile, separato da un cancello in ferro battuto, si trova il caseggiato rustico con la sua corte e l'entrata attuale.

#### Casa Spirito
La casa posta lungo il Naviglio è completamente visibile al di là di una cancellata posta parallelamente al canale. Questa casa, totalmente ristrutturata recentemente, è caratterizzata dall'aprirsi ad intervalli regolari di numerose finestre, che ne scandiscono la facciata.

#### Villa Castiglioni-Nai-Bossi
È l'ultima villa del territorio di Cassinetta che si incontra dopo aver lasciato Villa Krentzlin e percorso l'alzaia in direzione di Robecco. Dietro una cancellata si intravede la facciata della casa il cui settore centrale è rialzato e caratterizzato al piano terra da un porticato a tre arcate; al primo piano si distingue un balcone sagomato con ringhiera in ferro battuto e nell'ammezzato, un affresco votivo con lampada, affiancato da due piccoli poggioli. Questa parte è l'unica che presenta un rivestimento, mentre le rimanenti ali sono lasciate con mattoni a vista.
Edificata nella prima metà del Settecento ad opera dello stesso proprietario, l'architetto Carlo Federico Castiglioni, presenta sul lato dell'alzaia, l'oratorio dedicato a San Giuseppe con fronte a due ordini ripartita da doppie lesene con alto basamento e capitello corinzio, mentre nella parte più interna del cortile, si trova il corpo residenziale, il cui interno, diviso recentemente in appartamenti, è stato restaurato secondo uno stile inglese.

#### Villa Bodio-Pallavicini-Bottiglia
Uscendo ad oriente da Cassinetta, in direzione Corbetta, si incontra la villa. Oggi, dell'antica nobile costruzione, la villa non conserva più nemmeno il nome. A seguito delle recenti ristrutturazioni, il complesso ha preso il nome di Cascina Bardena, avendo perso buona parte dell'architettura che la caratterizzava. A testimonianza del tempo che fu restano la facciata interna, visibile dal parco di alberi secolari ed antiche statue. Di origine medioevale e feudo dei Trivulzio, divenne proprietà dei Birago e dei Bossi nel Cinquecento, passando ai Bodio nel Settecento, i maggiori proprietari del paese, e quindi ai Pallavicini. L'edificio venne ridotto a casa colonica sin dai primi dell'Ottocento.

#### Villa Gambotto-Negri
Sontuosa residenza estiva, fa risalire le proprie tracce addirittura al XVI secolo quando appariva di proprietà della famiglia Gambotto. Ristrutturata completamente a partire dal 1761, nel 1821 venne acquistata dal generale polacco Jan Dembowski che la abitò per qualche anno nei mesi estivi con la moglie Metilde Viscontini. Nel 1846, Ercole Dembowski, figlio del defunto generale, la vendette con i terreni circostanti della Cascina Piatti a Gaetano Negri, nonno dell'omonimo senatore, nativo di Cassinetta.
La villa si trova un po' fuori dal paese, oltre il ponte sulla roggia Visconti, e già l'ingresso ne esalta la bellezza.
L'entrata principale, che dà sul giardino antistante la casa, è rivolta verso la strada parallela al Naviglio Grande, è accessibile attraverso il ponte in pietra, cui fanno ala quattro platani secolari. L'atrio, ad esedra, dopo il ponte, è formato da sei pilastri ornati da sculture di vasi colmi di frutta, uniti da una più bassa cortina muraria, il tutto elegantemente suddiviso in riquadri geometrici. Il cancello centrale lascia intravedere il viale principale del giardino all'italiana che conduce alla villa.
La costruzione presenta una pianta a U con la parte centrale ben evidenziata. Le stanze di rappresentanza, salotto e sala da pranzo, si trovano a livello del giardino, essendo la villa concepita come abitazione estiva, mentre le camere sono locate al piano superiore.

#### Il mulino della Pazza Biraga
Probabilmente la porzione di terra circostante la sponda destra del Naviglio fu la prima a essere edificata verso gli inizi del XV secolo. I primi documenti relativi al territorio detto di Cassina Biraga sono risalenti al 1428, anno in cui Maffiolo Birago costruì la roggia, facendola derivare dal Naviglio, per il funzionamento di un mulino. Questo, edificato poco dopo, al limite del territorio di Cassina Biraga e Lugagnano, è ancora esistente e in funzione dopo accurati restauri.
La costruzione mantiene ancora una struttura molto solida con poche aperture; su una parete si apre una finestra ad ogiva leggermente strombata e incorniciata da eleganti modanature in gesso. Considerato il più vecchio tra i funzionanti della cerchia dei navigli, conserva intatta sia la macina di pietra che tutti gli strumenti annessi, compresi gli ingranaggi in legno che collegano le pale esterne alle pulegge di trasmissione. Nel 1435 il Birago fece costruire anche una chiesa, tutt'oggi adiacente al mulino.

#### Antica osteria del ponte
Tra le ville del paese si trova l'antica osteria del ponte, in attività dal 1584.

### Altro

#### Statua di San Carlo Borromeo

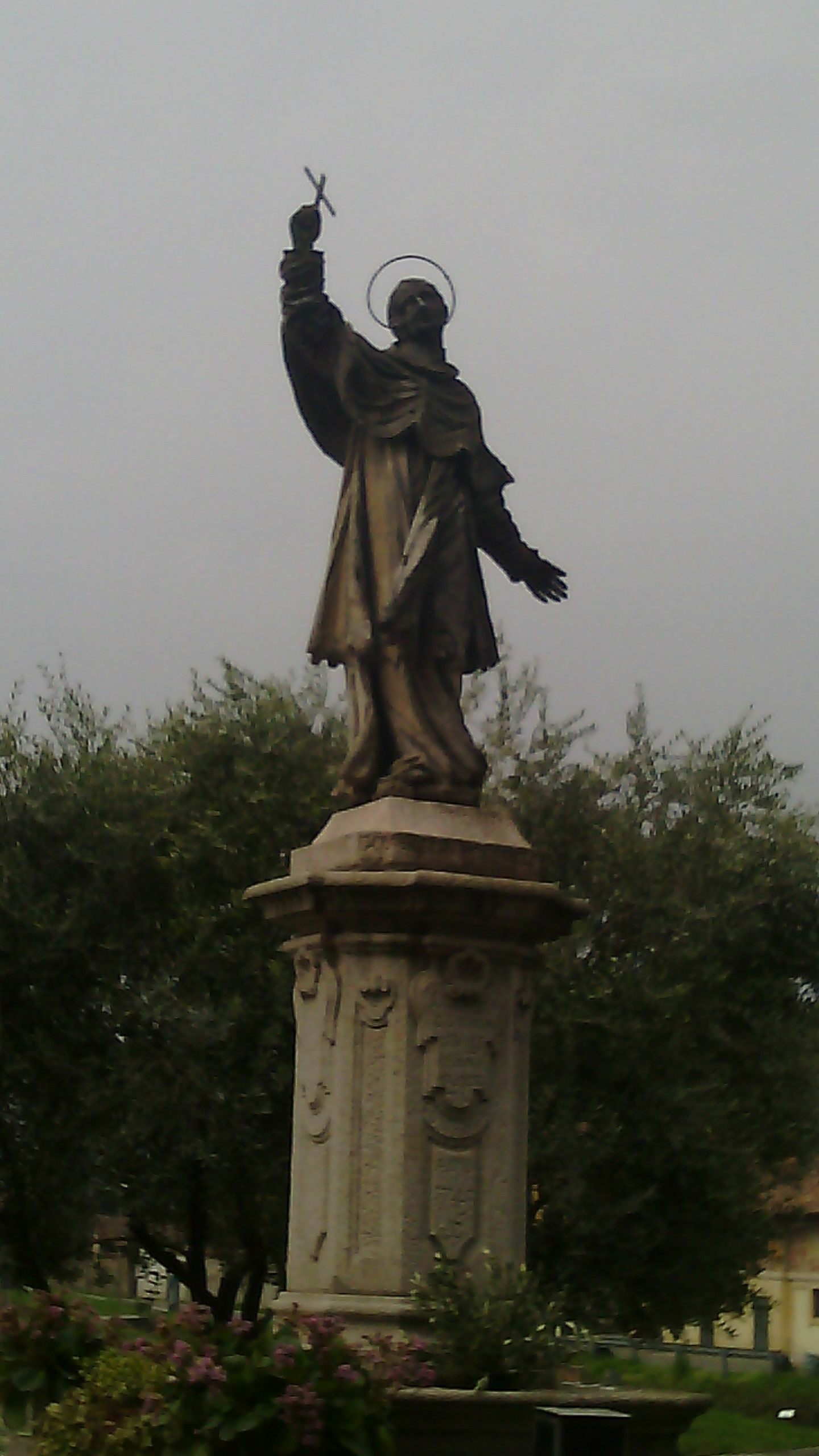
La statua di San Carlo Borromeo presso il Naviglio Grande

La costruzione della statua fu ispirata dalla tradizione secondo la quale nei primi di novembre del 1584 San Carlo Borromeo sarebbe transitato sul Naviglio con una chiatta fortemente ammalato e diretto verso Milano ove morirà il 3 novembre dello stesso anno.
La statua ricorrerebbe inoltre una precedente visita pastorale, effettuata dallo stesso vescovo nel 1568. L'anno 1749 è la data tradizionale a cui si fa risalire la costruzione della statua del Santo, situata sul lato Ovest, presso il ponte sul Naviglio Grande. È questa infatti la data scolpita sul basamento di granito di Baveno, nella facciata rivolta a sud.
È proprio il basamento ad essere eretto per primo sul luogo ove esisteva già dal 1743 una croce commemorativa in legno, posta a cura della Congregazione della Santissima Croce che aveva sede nella chiesa del Santo Sepolcro di Milano. Si legge in un documento che porta la data 30 aprile 1755 che "per maggior culto divino" si decise di costruire un nuovo piedistallo ad opera di Carlo Martino Bozzoli non appena questo divenne priore della stessa congregazione. Non è chiaro in che anno ciò avvenga ma è probabile che sia il 1747 o il 1748 e certamente prima della statua, collocata ad opera dei fratelli Paolo, Carlo Martino e Giovanni Bozzoli nel 1749 con l'anticipo di 343 lire italiane.
Per la famiglia era di massima importanza che si conservasse il ricordo della propria munificenza tanto che il 30 aprile 1755 rinunciò alla riscossione dei soldi anticipati sei anni prima per la costruzione della statua in cambio della perpetua manutenzione dell'iscrizione ai piedi della statua in loro onore. La statua fu oggetto di continui restauri nel 1884 e nel 1975, occasione nella quale venne completamente ricostruita la mano del santo che reggeva la croce (in cui si trova una reliquia del Santo).
Sotto la base della statua si trova una nicchia nella quale sono posizionati due fiaschi di vino e uno d'olio che, per tradizione, vengono estratti ogni 25 anni.

## Società

### Evoluzione demografica
Nel censimento asburgico del 1751, gli abitanti di Cassinetta di Lugagnano risultavano essere 230, saliti a 709 nel 1771 e scesi a 617 in epoca napoleonica (nel 1805). Nel 1853 gli abitanti erano 1035 in totale.
Abitanti censiti

### Etnie e minoranze straniere
Secondo le statistiche ISTAT al 1º gennaio 2019 la popolazione straniera residente nel comune metropolitano era di 79 persone, pari al 4,2% della popolazione.
Nessuna delle nazionalità presenti nel comune supera le 20 unità. Le nazionalità maggiormente rappresentate in base alla loro percentuale sul totale della popolazione residente erano al 2019:
- Marocco 12
- Romania 12

Cassinetta di Lugagnano è, tra i comuni metropolitani della Città metropolitana di Milano, quello con la minore numero di stranieri residenti, dopo Nosate e Gudo Visconti (con rispettivamente 28 e 63 residenti)

## Cultura

### Eventi
- Seconda domenica di settembre (Natività di Maria Vergine): festa patronale

## Economia
A Cassinetta di Lugagnano nel 2021 risultava occupato il 95.1% dei residenti in età lavorativa.
Molti degli attuali abitanti di Cassinetta di Lugagnano discendono dai fittavoli delle famiglie patrizie: ma, abbandonata l'agricoltura, essi si sono trasformati in lavoratori occupati nelle industrie di Milano e della zona di Abbiategrasso. Sul posto sono rimaste alcune aziende agricole, dedite alla coltivazione dei cereali e dei foraggi e all'allevamento dei bovini, mentre si è sviluppata una discreta rete di officine e di piccole imprese, per lo più meccaniche.
Il paese, che rientra nel territorio del Parco del Ticino, tende a salvaguardare la propria immagine urbanistica ed il suo patrimonio ambientale. È infatti il primo comune in Italia a varare un Piano di governo del territorio a crescita zero, impegnandosi dunque a non procedere a nessun nuovo piano di insediamenti residenziali se non attraverso il recupero di volumi già esistenti. Lo stesso Municipio è stato trasferito in un'antica villa patrizia circondata da un parco, ove oggi sorgono la scuola elementare e materna e la biblioteca comunale.

## Amministrazione
Di seguito viene riportata la cronologia dei primi cittadini di Cassinetta di Lugagnano dall'unità d'Italia ad oggi.

### Sindaci durante ilRegno d'Italia
| nome                         | carica                            | dal  | al   | partito                    | anno e luogo di nascita | anno e luogo di morte | note                                                                                       |
| ---------------------------- | --------------------------------- | ---- | ---- | -------------------------- | ----------------------- | --------------------- | ------------------------------------------------------------------------------------------ |
| Pompeo Strada                | sindaco                           | 1860 | 1863 | Destra storica             |                         |                       |                                                                                            |
| Luigi Negri                  | sindaco                           | 1863 | 1870 | Destra storica             |                         |                       | Ingegnere                                                                                  |
| Luigi Krentzlin              | sindaco                           | 1870 | 1875 | Destra storica             |                         |                       | Nobile                                                                                     |
| Gaetano Calderari            | sindaco                           | 1875 | 1885 | Destra storica             |                         |                       | Nobile                                                                                     |
| Giuseppe Mazzoleni           | sindaco                           | 1885 | 1902 | Destra storica             |                         |                       |                                                                                            |
| Paolo Oreglia d'Isola        | sindaco                           | 1902 | 1910 | Destra storica             | 19-12-1848              | 28-08-1911            | Barone                                                                                     |
| Angelo Schieroni             | sindaco                           | 1910 | 1914 | Destra storica             |                         |                       |                                                                                            |
| Carlo Negri                  | sindaco                           | 1914 | 1920 | Destra storica             |                         |                       | Ingegnere                                                                                  |
| Carlo Mazzoleni              | sindaco                           | 1920 | 1922 | Destra storica             |                         |                       |                                                                                            |
| Gaetano Folcettoni           | sindaco                           | 1922 | 1923 | Destra storica             |                         |                       |                                                                                            |
| Giuseppe Kluzer              | commissario prefettizio           | 1923 | 1923 |                            |                         |                       | Nobile                                                                                     |
| Angelo Schieroni             | sindaco e successivamente podestà | 1923 | 1926 | Partito Nazionale Fascista |                         |                       |                                                                                            |
| Giuseppe Galbani             | podestà                           | 1926 | 1927 | Partito Nazionale Fascista |                         |                       |                                                                                            |
| Carlo Negri                  | podestà                           | 1927 | 1932 | Partito Nazionale Fascista |                         |                       | Ingegnere, commendatore dell'Ordine della Corona d'Italia                                  |
| Carlo Negri                  | commissario prefettizio           | 1932 | 1932 |                            |                         |                       | vedi sopra                                                                                 |
| Eugenio Oreglia d'Isola      | podestà                           | 1932 | 1935 | Partito Nazionale Fascista | 01-02-1884              | 03-02-1979            | Barone, già sindaco di Bene Vagienna, cavaliere dell'Ordine della Corona d'Italia          |
| Pasquale Galluppi di Cirella | podestà                           | 1935 | 1939 | Partito Nazionale Fascista |                         | 1939                  | Barone, Capitano d'esercito, Sciarpa Littorio, cavaliere dell'Ordine della Corona d'Italia |
| Filippo Scordia              | commissario prefettizio           | 1939 | 1939 |                            |                         |                       |                                                                                            |
| Celestino Pizzocaro          | podestà                           | 1939 | 1944 | Partito Nazionale Fascista |                         |                       |                                                                                            |
| Giovanni Lazzari             | commissario prefettizio           | 1944 | 1945 |                            |                         |                       | Cavaliere dell'Ordine della Corona d'Italia                                                |

### Sindaci durante laRepubblica Italiana
| nome                            | carica                    | dal  | al        | partito                   | anno e luogo di nascita | anno e luogo di morte | note                                                                                     |
| ------------------------------- | ------------------------- | ---- | --------- | ------------------------- | ----------------------- | --------------------- | ---------------------------------------------------------------------------------------- |
| Paolo Majneri                   | sindaco                   | 1945 | 1946      |                           |                         |                       |                                                                                          |
| Attilio Beretta                 | sindaco                   | 1946 | 1946      |                           |                         |                       |                                                                                          |
| Mario Balzarotti                | sindaco                   | 1946 | 1951      | Democrazia Cristiana      |                         |                       |                                                                                          |
| Eugenio Oreglia d'Isola         | sindaco                   | 1951 | 1956      | Democrazia Cristiana      | 01-02-1884              | 03-02-1979            |                                                                                          |
| Scipione Barbiano di Belgioioso | sindaco                   | 1956 | 1960      | Democrazia Cristiana      | 22-10-1902              | 24-03-1991            | Notaio, Balì Gran Croce del Sovrano Militare Ordine di Malta, in seguito sindaco di Erba |
| Giuseppe Lorenzini              | sindaco                   | 1960 | 1971      |                           |                         |                       |                                                                                          |
| Amedeo Ruberti                  | commissario prefettizio   | 1971 | 1972      |                           |                         |                       |                                                                                          |
| Mario Palmiero                  | commissario prefettizio   | 1972 | 1972      |                           |                         |                       |                                                                                          |
| Franco Menozzi                  | sindaco                   | 1972 | 1978      |                           |                         |                       |                                                                                          |
| Giuseppe Senna                  | sindaco                   | 1978 | 1997      |                           |                         |                       |                                                                                          |
| Giuseppe Zagon                  | sindaco                   | 1997 | 2001      | [centro-sinistra]         |                         |                       |                                                                                          |
| Romeo Chiodini                  | sindaco                   | 2001 | 2001      | [centro-destra]           |                         |                       |                                                                                          |
| Maria Luisa Inversini           | commissario straordinario | 2001 | 2002      |                           |                         |                       |                                                                                          |
| Domenico Finiguerra             | sindaco                   | 2003 | 2012      | Lista Per Cassinetta      |                         |                       |                                                                                          |
| Attilio Carnabuci               | commissario prefettizio   | 2012 | 2012      |                           |                         |                       |                                                                                          |
| Daniela Accinasio               | sindaco                   | 2012 | 2016      | Lista Per Cassinetta      |                         |                       |                                                                                          |
| Michele Bona                    | sindaco                   | 2016 | 2021      | Lista Per Cassinetta      |                         |                       |                                                                                          |
| Domenico Finiguerra             | sindaco                   | 2021 | in carica | Lista Sinistra ecologista |                         |                       |                                                                                          |